# Jagad (film, 1945)
Jagad är en svensk dramafilm från 1945 i regi av Bengt Palm. 

## Om filmen
Filmen premiärvisades 27 augusti 1945 på biograf Skandia i Stockholm. Inspelningen skedde vid Centrumateljéerna i Stockholm med avsnitt filmade vid Operan, Bacchi Wapen och huset Malmgårdsvägen 55 på Söder i Stockholm. Filmfotograf var Walter Boberg. Under inspelningen drabbades produktionen av en strejk efter att två tredjedelar av inspelningsarbetet genomförts. När inspelningen återupptogs efter tre månader var mycket av den inhyrda rekvisitan såld och man var tvungen att spåra upp de nya ägarna och be dem om att få hyra föremålen. I filmen kom Carl Barcklind att spela sin sista filmroll och Bengt Palm göra sin debut som regissör.

## Roller (urval)
- Arnold Sjöstrand – Björn Lind
- Barbro Kollberg – Maj Högberg, kallad Lizzie
- Inga-Bodil Vetterlund – Ella Lindgren
- Artur Rolén – Per Vinberg, redaktör
- Marianne Löfgren – Elsie
- Gösta Cederlund – stadsfiskal
- Ernst Eklund – Ellas far, direktör
- Nils Kihlberg – Kurt
- Tord Bernheim – Lars
- Nils Hallberg – Göran
- Curt Löwgren – Kurre
- Aurore Palmgren – fröken Olsson
- Axel Högel – Nils Högberg, kamrer
- Linnéa Hillberg – fru Högberg
- Åke Claesson – Nordenson, läkare
- John Melin – man på polisstationen

## Musik i filmen
- En kvinna efter midnatt kompositör Miff Görling, text Maurice Andrew
- Tiden är långsam kompositör och text Gunnar Olsson.